# 聖經呂振中譯本
呂振中譯本，是呂振中牧師以一人之力，把希伯來文和希臘文的原文譯成的中文聖經譯本。
1946年，燕京大学宗教学院為吕振中出版了《呂譯新約初稿》。譯文採用直译的方式，尽量表达原文每字之意义，并保持原文之结构。於1952年，由香港聖書公會出版了吕振中譯《新約新譯修稿》。1970年正式出版整本《圣经》全书。

## 翻譯參考文本
- 新約初稿 - 以英国牛津大学的Alexandar Souter 编訂的《新約希臘文聖經翻譯》為藍本。
- 修訂 - 根據 Nestle 所編的《第十七版希臘文聖經》、舊約的藍本是根據《瑪所拉文本》、《撒瑪利亞》等古卷、《亞蘭文意譯》、《拉丁文通俗譯本》和《七十士譯本》等譯本。

## 特色
- 翻譯以直譯為主，一詞一字都甚為留意。
- 保存原文之結構，不增不減、不趨易、不避難，務使語氣連貫，輕重得體。
- 不避免非中國式語法，務將新約的原文真意表達。句子結構偏離中文語法，可能是呂氏預計之內的，正如他自己在〈序〉中解釋：「譯經之文體問題，不必完全避免非中國式之語法，實可盡量應用中國之語法，或中國人所說得通而聽得懂之新語法，將新約時代原文之真義與思想，予以他譯介紹，使今日讀者宛然置身於二千年前之猶太社會中。」......「但是，譯者深知：每欲保持某種字句譯法之劃一，或欲直譯原文之語法，不得不以比較冗長之詞句出之，未免有傷於雅。然為存信之故，尚有他道乎？」

## 影響
吕振中译本的价值，在于忠实地把希腊原文和希伯来原文直译成中文。這種準確忠實的翻譯方式，是意譯所不能達到的，故此譯本获得了相當的稱譽。
不過，由於它的出版和發行量出奇的少，現在很難找得到原版，所以显得非常珍贵。
網路上流傳的《呂振中譯本》電子文字版，大部分都含有許多人工輸入或OCR錯誤的問題，例如：啟示錄1:8“今在昔在﹑以後永在”。閱讀時宜參考信望愛資訊中心的掃描版聖經珍藏：呂振中譯本。

## 外部連結
1. ↑  .   [2005-11-18]. （原始内容存档于2020-09-09）.
2. ↑  .   [2018-02-07]. （原始内容存档于2019-08-21）.
3. ↑  .   [2018-02-07]. （原始内容存档于2020-09-09）.

- 信望愛聖經工具  （页面存档备份，存于）
- 信望愛資訊中心 聖經珍藏:呂振中譯本 (掃描版) （页面存档备份，存于）
- 呂振中譯本聖經-舊約、新約 （页面存档备份，存于）
- 耶大雅聖經工具| 經節查詢 （页面存档备份，存于）
- 以斯拉百科聖經 （页面存档备份，存于）
- 《中文聖經翻譯史》(聖經．中文．翻譯) （页面存档备份，存于）
- 《呂振中譯本》(聖經．中文．翻譯) （页面存档备份，存于）